# Janet Lee
Janet Lee (chino: 李慧芝, nació el 22 de octubre de, 1976) fue una jugadora de tenis profesional taiwanés-estadounidense. Ella ganó tres títulos de dobles durante su carrera en la WTA . Ella compitió en los cuatro torneos de Grand Slam en singles y dobles. Su ranking más alto de sencillos fue de 79 y su mayor ranking de dobles fue de 20.

## Títulos WTA

### Dobles (3)
| Leyenda: Antes de 2009 |
| ---------------------- |
| Grand Slam (0)         |
| WTA Championships (0)  |
| Tier I (0)             |
| Tier II (0)            |
| Tier III (0)           |
| Tier IV & V (0)        |

| N.º | Fecha                   | Torneos  | Superficie | Pareja          | Oponentes                            | Resultado     |
| --- | ----------------------- | -------- | ---------- | --------------- | ------------------------------------ | ------------- |
| 1.  | 23 de julio de 2001     | Stanford | Dura       | Wynne Prakusya  | Nicole Arendt Caroline Vis           | 3–6, 6–3, 6–3 |
| 2.  | 9 de septiembre de 2002 | Pekín    | Dura       | Anna Kournikova | Ai Sugiyama Rika Fujiwara            | 7–5, 6–3      |
| 3.  | 10 de febrero de 2003   | Catar    | Dura       | Wynne Prakusya  | María Vento-Kabchi Angelique Widjaja | 6–1, 6–3      |

#### Finalista (3)
| N.º | Fecha                    | Torneos | Superficie | Pareja         | Oponentes                            | Resultado        |
| --- | ------------------------ | ------- | ---------- | -------------- | ------------------------------------ | ---------------- |
| 1.  | 19 de febrero de 2001    | Memphis | Dura (i)   | Wynne Prakusya | Amanda Coetzer Lori McNeil           | 3–6, 6–2, 0–6    |
| 2.  | 24 de septiembre de 2001 | Bali    | Dura       | Wynne Prakusya | Evie Dominikovic Tamarine Tanasugarn | 7–6(4), 2–6, 3–6 |
| 3.  | 1 de octubre de 2001     | Tokio   | Dura       | Wynne Prakusya | Liezel Huber Rachel McQuillan        | 2–6, 0–6         |